# Batalha de Abensberg
A Batalha de Abensberg foi um conflito da chamada Guerra da Quinta Coalizão ocorrido em 20 de abril de 1809 nos arredores dessa cidade (localizada no então Reino da Baviera), opondo o exército austríaco à uma aliança franco-alemã comandada por Napoleão Bonaparte.